# Лугань (село)
Луга́нь — упразднённое в 1967 году село на территории современного Комаричского района Брянской области России. В 1778—1782 годах имел статус уездного города.

## География
Лугань находился на левом берегу реки Усожи при впадении в неё речки Война. Ближайший населённый пункт в настоящее время — село Игрицкое.

## История
Лугань упоминается с XVI века как существующее село Комарицкой волости (к началу XVII в. — в составе её Чемлыжского стана); в XVIII в. — резиденция дворцовых управителей и становых старост (так называемое «присутственное» село с Приказной Избой, выполнявшее ряд функций уездного центра).
В 1778 году, в ходе екатерининской административной реформы, село Лугань получило статус уездного города, центра Луганского уезда Орловского наместничества.
14 марта 1780 года был утверждён регулярный план города Лугани, а 16 августа 1781 года — городской герб: в верхней половине щита — герб Орловский, а в нижней — «баран, в зелёном поле, каковыми производят великий торг обыватели на ежегодных своих ярманках».
Однако сравнительная малочисленность населения и неудобство расположения молодого города привели к тому, что уже в 1782 году город был разжалован в село, а центр уезда перенесён в Дмитровск. Последующее временное упразднение Дмитровского уезда и существенное изменение его границ привели к тому, что Лугань с 1797 года вошла в состав Севского уезда.
С конца XVIII в. Лугань находилась во владении Голицыных, позднее Ф. М. Колокольцова, Челищевых. В середине XIX века владелец села Н. Н. Челищев построил в Лугани крупный сахарный завод, а жителей Лугани переселил в окрестные деревни. В начале XX века завод был закрыт, но население Лугани оставалось незначительным, даже несмотря на то, что в 1924 году в составе Севского уезда из упразднённых Селеченской и частично Шаровской волостей была сформирована новая Луганская волость.
Сокрушительный удар нанесла Лугани Великая Отечественная война. В послевоенные годы поселение так и не смогло возродиться. В 1967 году Брянский облисполком принял решение окончательно упразднить бывшее село Лугань.
Память о городе и селе Лугань сохраняется в названии одноимённого посёлка Комаричского района, который расположен в 15 км к востоку от местонахождения бывшего села. Этот посёлок, ранее именовавшийся Луганским, возник в начале XX века — вероятно, бывшими жителями села Лугань или их потомками.

## Население
| Годы      | 1707 | 1762 | 1782 | 1811 | 1816 | 1834 | 1850 | 1858 | 1866 | 1926 |
| --------- | ---- | ---- | ---- | ---- | ---- | ---- | ---- | ---- | ---- | ---- |
| Население | 100  | 645  | 731  | 826  | 966  | 1148 | 1152 | 1194 | 1130 | 265  |